# Irma Helin
Irma Helin (* 18. Juni 1994) ist eine schwedische Fußballspielerin.

## Karriere

### Vereine
Helin begann ihre Profikarriere im Jahr 2010 beim damaligen schwedischen Erstligisten Djurgården Damfotboll. In den Spielzeiten 2011 und 2012 war sie jeweils für kurze Zeit an den schwedischen Zweitligisten Vasalunds IF beziehungsweise den finnischen Erstligisten NiceFutis ausgeliehen. Ab dem Abstieg in der Saison 2012 spielte Helin mit Djurgården in der zweitklassigen Elitettan. Von 2015 bis 2016 spielte sie beim Erstligisten Piteå IF und seit 2017 beim Linköpings FC.

### Nationalmannschaft
Im Juli 2012 nahm Helin mit der schwedischen Nationalmannschaft siegreich an der U-19-Europameisterschaft in der Türkei teil. Am 21. Oktober 2016 debütierte sie bei einem Freundschaftsspiel gegen den Iran in der schwedischen A-Nationalmannschaft.

## Erfolge
- 2012: Gewinn der U-19-Europameisterschaft